# Zio Frank
Zio Frank (Uncle Frank) è un film del 2020 scritto e diretto da Alan Ball.

## Trama
Beth Bledsoe è un'adolescente che vive nella Carolina del Sud, molto legata a suo zio Frank, in quanto più raffinato e premuroso del resto della sua famiglia; la ragazza nota che gli altri parenti, soprattutto il nonno Mac, sono scostanti nei confronti di Frank, ma non ne capisce il motivo.
Nel 1973, quando Beth ha diciotto anni, si trasferisce a New York City per frequentare il college, lo stesso dove insegna Frank. Beth inizia una relazione con un ragazzo di nome Bruce; una sera, i due si imbucano a una festa nell'appartamento di Frank, dove Bruce si rivela gay e cerca di approcciare sessualmente Frank, il quale rifiuta le sue avances. Beth si ubriaca troppo e Frank l'assiste e le dice di essere omosessuale e di convivere da oltre dieci anni con un altro uomo, Wally. Beth promette di mantenere il segreto alla famiglia.
Il giorno seguente Mac, nonno di Beth e padre di Frank, muore improvvisamente per infarto, pertanto Frank accetta di riportare Beth a casa per il funerale. Wally vorrebbe venire con loro per conoscere la famiglia di Frank, ma lui rifiuta in quanto non si sente pronto a rivelare il suo orientamento sessuale. Wally noleggia ugualmente un'auto per seguirli di nascosto, pertanto Frank accetta di portarlo con loro, a patto che rimanga in un motel durante il funerale.
Durante il viaggio, Frank ha dei flashback della sua adolescenza, quando ebbe una relazione sessuale con un suo coetaneo, Samuel; Mac li sorprese insieme e ordinò al figlio di non frequentarlo più, minacciando di ucciderli e definendo Frank un abominio contro Dio; successivamente, Frank trovò Samuel morto nel lago in cui si trovavano. Per fare fronte ai ricordi, Frank comincia a bere di nascosto e chiede a Beth di non dirlo a Wally, essendo un alcolizzato in via di guarigione.
Beth e Frank partecipano al funerale. Alla lettura del testamento, Frank scopre che Mac lo ha tagliato fuori dall'eredità e ha sfruttato il documento per criticare aspramente e insultare il figlio per la sua omosessualità, rivelandolo alla famiglia. Sconvolto, Frank fugge e si ubriaca, dirigendosi al lago dov'era morto Samuel: si scopre che, dopo le accuse del padre, Frank rifiutò Samuel insultandolo con epiteti omofobi, portandolo a suicidarsi. 
Wally e Beth vanno a cercare Frank, temendo che sia morto, ma lui torna ubriaco nel motel in cui alloggiano e discute con Wally, aggredendolo fisicamente e insultandolo prima di scappare nuovamente. I tre si riconciliano sulla tomba di Samuel, dove Frank si incolpa della sua morte. Frank viene convinto da Beth a tornare dalla loro famiglia per presentare Wally e i fratelli e la madre accettano tranquillamente l'omosessualità di Frank.

## Promozione
La prima clip del film è stata diffusa il 7 agosto 2020.

## Distribuzione
La pellicola è stata presentata al Sundance Film Festival 2020 il 25 gennaio e distribuita su Prime Video a partire dal 26 novembre 2020.

### Edizione italiana
Il doppiaggio è stato eseguito presso lo studio Dream&Dream di Milano, sotto la direzione di Marcello Cortese.

## Riconoscimenti
- 2020 - Festival del cinema americano di Deauville
  - Premio del pubblico al miglior film
  - Candidatura per il Grand Special Prize
- 2020 - Mill Valley Film Festival
  - Premio del pubblico al miglior film
- 2021 - Premio Emmy[4]
  - Candidatura per il miglior film per la televisione
- 2021 - San Diego Film Critics Society Awards[5]
  - Candidatura per il miglior attore non protagonista a Peter Macdissi
  - Candidatura per il cast
- 2021 - Satellite Awards[6]
  - Candidatura per il miglior film per la televisione
- 2021 - Writers Guild of America Award[7]
  - Candidatura per la sceneggiatura originale per un film per la televisione o miniserie